# もう我慢できない!
『もう我慢できない!』（ もうがまんできない ）は、1996年7月2日 から9月17日まで、フジテレビ系で放送されたテレビドラマ。関西テレビとG・カンパニーの共同制作。『我慢できない!』の続編にあたる。
全13回制作されたが、キー局のフジテレビの都合により、1回分がお蔵入りとなり、放送当時は12回である。その後、CS放送などで放送される際は全13回で放送されている。

## キャスト
- 福本さやか：若村麻由美[1]
- 福本悠介：的場浩司[1]
- 福本心：新山千春
- 福本圭太：山崎裕太
- 中西真由美：加納みゆき
- 福本温子：磯野貴理子
- 中西敏之：鄭義信
- 占部匠：松田敏幸
- 松浦いずみ：上原さくら
- 雪子：仲間由紀恵
- 石川光代：三重野瞳
- 小峰淳子：あいはら友子
- 福本晋吾：風間杜夫[1]（特別出演）
- 福本園子：酒井和歌子[1]

## スタッフ
- 企画：濱星彦
- 原案：赤星たみこ
- 脚本：橋本以蔵
- 音楽：寺内タケシ/ストロベリープロジェクト
- 主題歌：LINDBERG「Green eyed Monster」
- 挿入歌：hitomi「by myself」
- プロデュース：野田利昌、見留多佳城
- 監督：松田秀知、花堂純次
- 制作：関西テレビ、G・カンパニー

## サブタイトル
| 各話   | 放送日  | サブタイトル        |
| ------ | ------- | ------------------- |
| 第1話  | 7月2日  | Ahー生まれる!       |
| 第2話  | 7月9日  | 仕事は辞めないヮ    |
| 第3話  | 7月16日 | 人魚の私を食べて    |
| 第4話  | 7月23日 | 今夜もHにセーラー服 |
| 第5話  | 7月30日 | 浮気は女の美徳!?    |
| 第6話  | 8月6日  | お母さまが妊娠!?    |
| 第7話  | 8月13日 | 私を疑うなんて!     |
| 第8話  | 8月20日 | 花の命は短くて…     |
| 第9話  | 8月27日 | 君は本物の悪魔だ    |
| 第10話 | 9月3日  | やっぱりバカ嫁ね    |
| 第11話 | 9月10日 | 行くわ！大阪へ      |
| 第12話 | 9月17日 | 妻も嫁も失格!?      |